# Juan José Moreno Afán de Ribera
Juan José Moreno fue un marino español que se radicó en Buenos Aires, Virreinato del Río de la Plata (Argentina) a fines del siglo XVIII, y fue padre del destacado educador Hilarión María Moreno Arandía.

## Biografía
Juan José Moreno Afán de Ribera nació en Granada, España, hijo del coronel de la Real Armada de España José Moreno Guerrero y de María Casilda García y Afán de Ribera.
Fue el primero de su familia en llegar al Río de la Plata siendo designado capitán general del Puerto de Buenos Aires. En 1792 revistando con el grado de teniente de navío, se casó con Catalina de Arandía y Ruiz de Arellano, hija de Baltasar Antonio Arandía Elizalde y de Catalina Ruíz Arellano Moreno, con quien tuvo dos hijos: Hilarión María Moreno Arandía (1807) y Mercedes Moreno Arandía.
Su hogar se convirtió pronto en uno de los sitios más representativos de la sociedad porteña. Allí se realizaban animadas tertulias de las que era partícipe habitual Bernardino Rivadavia, quien estaba estrechamente vinculado a la familia Moreno.
En testimonio del aprecio que mereció por haberse pronunciado decididamente a favor de la causa de la independencia, la Asamblea General Constituyente de 1813 lo declaró "ciudadano americano" de estas provincias por decreto del 23 de febrero de ese año firmado por Carlos María de Alvear y el diputado secretario Hipólito Vieytes.